# Jorge Guilherme de Hesse-Darmstadt
Jorge Guilherme de Hesse-Darmstadt (em alemão: Georg Wilhelm von Hessen-Darmstadt ; Darmstadt, 11 de julho de 1722 - Darmstadt, 21 de junho de 1782) foi um nobre de Hesse-Darmstadt e antepassado de muitos membros da realeza proeminentes do século XIX.

## Família
Jorge Guilherme foi o segundo filho do conde Luís VIII de Hesse-Darmstadt e da condessa Carlota de Hanau-Lichtenberg. Os seus avós paternos eram o conde Ernesto Luís de Hesse-Darmstadt e a princesa Doroteia Carlota de Brandemburgo-Ansbach. Os seus avós maternos eram o conde João Ricardo III de Hanau-Lichtenberg e a princesa Doroteia Frederica de Brandemburgo-Ansbach.

## Vida
A partir de 1738 até à sua morte, Jorge comandou um regimento do exército de Hesse-Darmstadt. Na década de 1740, também comandou um regimento prussiano e chegou à posição de general da cavalaria. Foi também o conselheiro militar do seu pai, mas o seu irmão mais velho, Luís IX era o seu grande rival visto que queria seguir o exemplo do seu amigo, o rei Frederico II da Prússia e transformar Pirmasens numa cidade militar.
Em 1746, Jorge recebeu o Velho Palácio em Darmstadt como presente do seu pai que sempre o considerou o seu filho preferido. Jorge aumentou o palácio e a torre branca. Representava a família ducal em Darmstadt, enquanto o seu irmão ficava maioritariamente em Pirmasens.

## Casamento e descendência
Jorge Guilherme casou-se em 1748 com a condessa Maria Luísa de Leiningen-Falkenburg-Dagsburg de quem teve nove filhos:
- Luís Jorge de Hesse-Darmstadt (1749-1823), casado com a baronesa Friederike Schmidt de Hessenheim.
- Jorge Frederico de Hesse-Darmstadt (1750)
- Frederica de Hesse-Darmstadt (20 de agosto de 1752 - 22 de maio de 1782), casada com Carlos II, Grão-Duque de Mecklemburgo-Strelitz; com descendência.
- Jorge Carlos de Hesse-Darmstadt (14 de junho de 1754 - 28 de janeiro de 1830), registos sobre possível casamento e descendência destruídos.
- Carlota Guilhermina de Hesse-Darmstadt (5 de novembro de 1755 - 12 de dezembro de 1785), casada comCarlos II, Grão-Duque de Mecklemburgo-Strelitz; com descendência.
- Carlos Jorge de Hesse-Darmstadt ([757-1797)
- Frederico Jorge de Hesse-Darmstadt (1759-1808), casado com a baronesa Karoline Luise Seitz de Friedrich
- Luísa de Hesse-Darmstadt (15 de fevereiro de 1761 - 24 de outubro de 1829), casada com Luís I, Grão-Duque de Hesse; com descendência.
- Augusta Guilhermina de Hesse-Darmstadt (14 de abril de 1765 - 30 de março de 1796), casada com o rei Maximiliano I José da Baviera; com descendência.